# Xã Willow Fork, Quận Moniteau, Missouri
Xã Willow Fork (tiếng Anh: Willow Fork Township) là một xã thuộc quận Moniteau, tiểu bang Missouri, Hoa Kỳ. Năm 2010, dân số của xã này là 3.856 người.